# ديريك ترينت
ديريك ترينت (بالإنجليزية: Derek Trent)‏ هو متزلج فني أمريكي، ولد في 21 مارس 1980 في نوكسفيل في الولايات المتحدة.

## وصلات خارجية
- ديريك ترينت على موقع الاتحاد الدولي للتزلج (الإنجليزية)